# Nickmossor
Nickmossor (Pohlia) är ett släkte av bladmossor. Nickmossor ingår i familjen Bryaceae.

## Bildgalleri

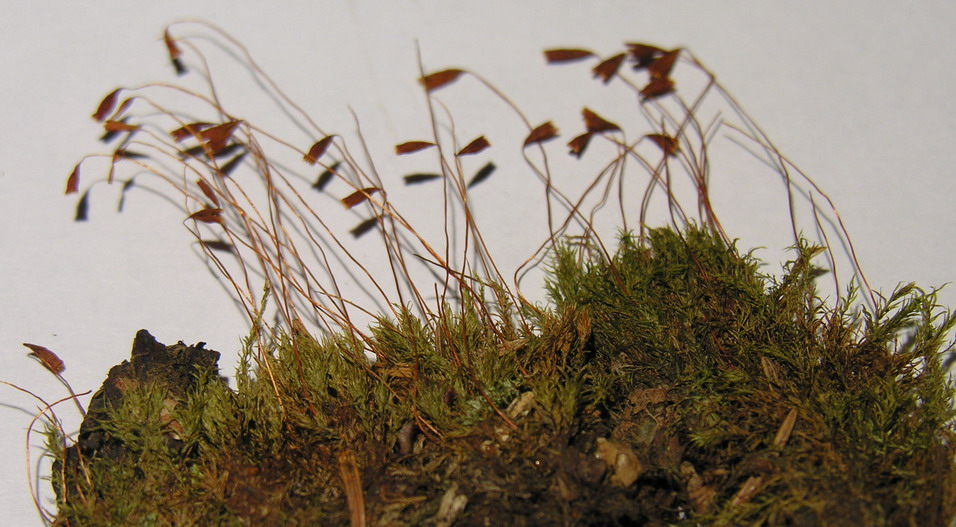

## Dottertaxa till Nickmossor, i alfabetisk ordning[1][2]
- Pohlia afrocruda
- Pohlia alba
- Pohlia aloysii-sabaudiae
- Pohlia ampullacea
- Pohlia andalusica
- Pohlia andrewsii
- Pohlia annotina
- Pohlia aristatula
- Pohlia atrothecia
- Pohlia australis
- Pohlia austroelongata
- Pohlia austropolymorpha
- Pohlia baldwinii
- Pohlia barbuloides
- Pohlia baronii
- Pohlia bequaertii
- Pohlia beringiensis
- Pohlia betulina
- Pohlia bolanderi
- Pohlia brachystoma
- Pohlia brevinervis
- Pohlia brevireticulata
- Pohlia brideliana
- Pohlia bulbifera
- Pohlia calopyxis
- Pohlia camptotrachela
- Pohlia cardotii
- Pohlia cavaleriei
- Pohlia chilensis
- Pohlia chitralensis
- Pohlia chrysoblasta
- Pohlia clavaeformis
- Pohlia clavicaulis
- Pohlia columbica
- Pohlia crassicostata
- Pohlia cruda
- Pohlia crudoides
- Pohlia cuspidata
- Pohlia debatii
- Pohlia drummondii
- Pohlia elatior
- Pohlia elongata
- Pohlia emergens
- Pohlia erecta
- Pohlia excelsa
- Pohlia excurrens
- Pohlia fauriei
- Pohlia filum
- Pohlia flexuosa
- Pohlia geniculata
- Pohlia grammocarpa
- Pohlia grammophylla
- Pohlia gromieri
- Pohlia hisae
- Pohlia humilis
- Pohlia inflexa
- Pohlia kenyae
- Pohlia korbiana
- Pohlia lacouturei
- Pohlia laticuspis
- Pohlia leptodontium
- Pohlia leptopoda
- Pohlia lescuriana
- Pohlia leucostoma
- Pohlia lonchochaete
- Pohlia longibracteata
- Pohlia longicollis
- Pohlia looseri
- Pohlia loriformis
- Pohlia ludwigii
- Pohlia lutescens
- Pohlia macleai
- Pohlia magnifica
- Pohlia marchica
- Pohlia mauiensis
- Pohlia melanodon
- Pohlia mielichhoferia
- Pohlia nemicaulon
- Pohlia nevadensis
- Pohlia novae-seelandiae
- Pohlia nudicaulis
- Pohlia nutans
- Pohlia nutanti-polymorpha
- Pohlia obtusifolia
- Pohlia ochii
- Pohlia oedoneura
- Pohlia oerstediana
- Pohlia orthocarpula
- Pohlia pacifica
- Pohlia papillosa
- Pohlia philonotula
- Pohlia plumella
- Pohlia procerrima
- Pohlia proligera
- Pohlia pseudobarbula
- Pohlia pseudodefecta
- Pohlia pseudogracilis
- Pohlia pseudophilonotula
- Pohlia revolvens
- Pohlia rhaetica
- Pohlia richardsii
- Pohlia rigescens
- Pohlia rostrata
- Pohlia rubella
- Pohlia rusbyana
- Pohlia saitoi
- Pohlia saprophila
- Pohlia schisticola
- Pohlia scotica
- Pohlia silvatica
- Pohlia sphagnicola
- Pohlia stewartii
- Pohlia subannulata
- Pohlia subcarnea
- Pohlia subcompactula
- Pohlia subleptopoda
- Pohlia tapintzense
- Pohlia tenuifolia
- Pohlia timmioides
- Pohlia trematodontea
- Pohlia tundrae
- Pohlia turgens
- Pohlia wahlenbergii
- Pohlia verrucosa
- Pohlia vexans
- Pohlia viridis
- Pohlia yunnanensis